# Policzek (część hełmu)

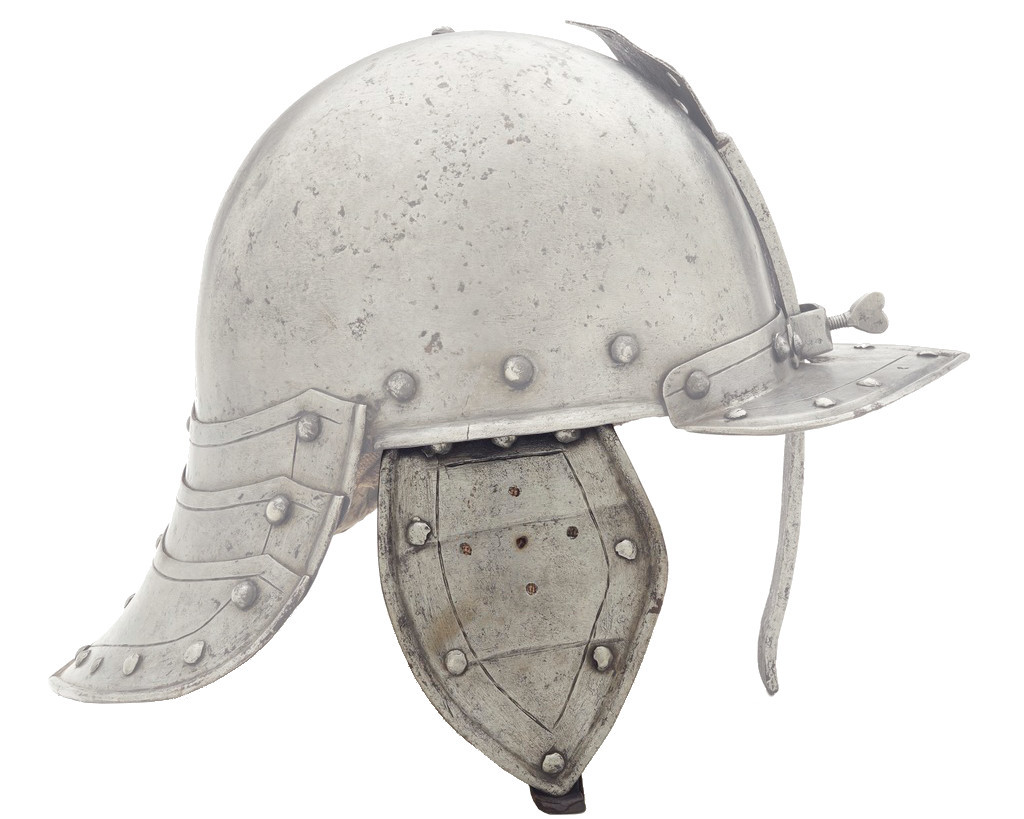
Szyszak (pappenheimer) z widocznym na boku folgowanym policzkiem

Policzek – część konstrukcyjna hełmu chroniąca boki głowy na wysokości ucha i policzków (stąd nazwa). Policzki wytwarzano zazwyczaj w formie monolitycznych kawałków blachy, lub elastycznego zespołu folg nitowanych na skórzanym podkładzie. Mocowane były bezpośrednio do dzwonu, niekiedy dodatkowo posiadając możliwość związania ich ze sobą pod szyją (np. rzemieniem). 